# Butte Saint-Roch

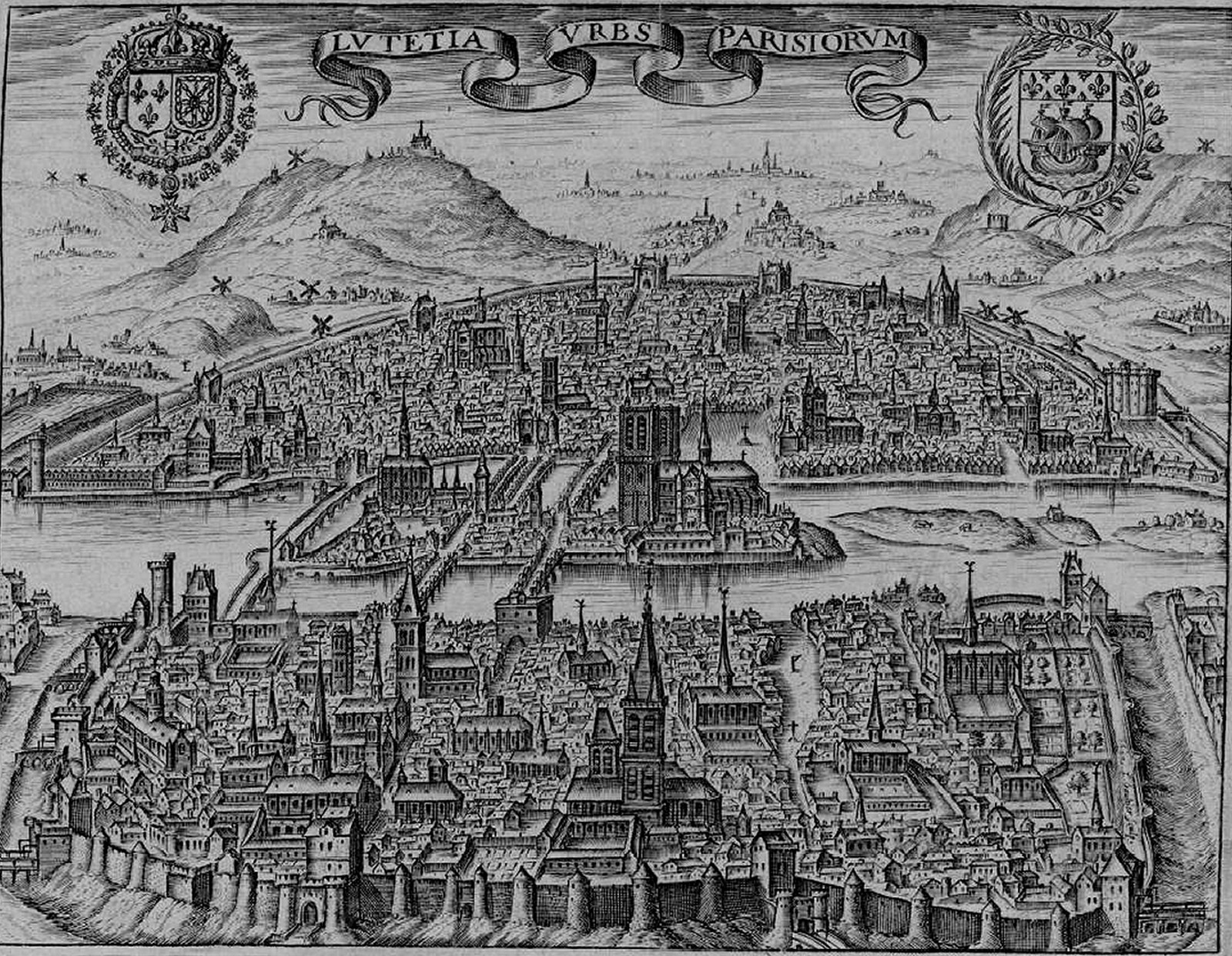
Butte Saint-Roch je v levém rohu pravé návrší s bastionem (kolem roku 1600)

Butte Saint-Roch (česky Kopec svatého Rocha) byl malý kopec v Paříži. Kopec byl srovnán se zemí v 19. století při výstavbě Avenue de l'Opéra.

## Historie
Vznik návrší není plně objasněn. Podle jedné teorie se jednalo o galskou mohylu, podle jiné návrší vzniklo nahromaděním odpadu za městem. Každopádně byl kopec zvýšen ve 14. století navezením odpadních trosek z rozhodnutí prévôta Étienna Marcela a podruhé při stavbě městských hradeb za Karla V., který nechal na vrcholu postavit bastion jako součást obrany města.
Na kopci byli popravováni odsouzenci za krádež, falšování listin, padělání peněz, herezi a rouhání, kteří zde byli upalováni nebo zaživa vhazováni do kotle s vařící vodou. Je také možné, že na jižní straně kopce pařížský biskup nechal zřídit pranýř (échelle de justice), jak by napovídal název dnešní ulice Rue de l'Échelle. Na druhé straně kopce se konaly trhy s prasaty.
Při obléhání města roku 1429 zde nechala Jana z Arku umístit děla při útoku na bránu Saint-Honoré.
Po roce 1536 byl kopec navýšen navezením suti při stavbě nových městských hradeb. Během obléhání Paříže Jindřichem IV. v roce 1590 bylo na kopci umístěno dělostřelectvo.
Kopec Saint-Roch i sousední návrší butte des Moulins byly začleněny do města při stavbě městských hradeb za vlády Ludvíka XIII. Oba kopce byly pokryty chudinskými chatrčemi. Nacházely se zde také tančírny a kabarety.
Kopec sehrál důležitou roli při monarchistickém povstání 5. října 1795 poblíž kostela svatého Rocha. Během Druhého císařství byl kopec překážkou při rozvoji města a nakonec byl zcela odstraněn při stavbě Avenue de l'Opéra roku 1875. Odtěžená hornina byla použita na vyrovnání parku Champ-de-Mars.
Doklad o existenci návrší ve čtvrti, která je dnes zcela zarovnaná, lze nalézt u vstupu do kostela svatého Rocha, kam se vstupuje po 13 schodech, zatímco před stavebními úpravami to bylo jen sedm schodů.
Na konci 12. století zde byl založen trh s prasaty. V letech 1605-1633 zde byl též koňský trh.